# Аметов Ільмі Ганійович
Ільмі Аме́тов (крим. Ильми Гъани огълу Амет, Ильми Амет Байрач; * 1947 — пом. 16 серпня 2011 року) — кримськотатарський скульптор, діяч кримськотатарського національного руху з 1960-их років.

## Біографія
Ільмі Аметов народився в 1947 році в Узбекистані, в м. Катта-Курган Самаркандської області в родині Аніфе Осман і Гані Амета (крим. Гъани Амет), депортованих із м. Судак. Походив з роду Емір-Алі Сеіт-Мамут-оглу, двох синів, племінника і зятя якого у 1866 році звинуватили у вбивстві ігумена Парфенія і в 1868 році стратили у м. Кефе (нині — Феодосія).
1966 року вступив до політехнічного інституту м. Навої, але 1968 року після численних попереджень від деканату його було відраховано за участь у національному русі кримських татар. Того ж року Аметов з родиною повернувся до Криму, а згодом оселився у м. Кримськ Краснодарського краю.
1967 року Ільмі вирушив до Москви, де познайомився з дисидентами Петром Якіром, Володимиром Буковським та Мустафой Джемілєвим.
18 травня 1969 на зустрічі активістів у Нижній Баканці познайомився з майбутньою дружиною Фатьмою, педагогом за освітою.
Доправляв документи національного руху у Москву та регіони СРСР для переправлення за кордон.
У 1971—1974 навчався на факультеті художньої обробки каменя Бакинського державного художнього училища, по закінченні якого до 1977 року працював у реставраціїних майстернях м. Баку, відтак повернувся до Краснодарського краю.
1987 року переїхав до Криму, спочатку влаштувався у м. Старий Крим, а потім в Сімферополі.
В 1987—1988 власними силами проводив реставраційні роботи на джерелах в монастирі Сурб-Хач.
У 2004—2006 роках Аметов спільно з Асоціацією кримськотатарських працівників освіти «Мааріфчи» втілив низку проектів з виготовлення і встановлення пам'ятних знаків на місці знищених святих місць.
Ільмі Аметов помер уночі 16 серпня 2011 року після тривалої хвороби. У церемонії прощання, яка відбулася наступного дня у головній мечеті Сімферополя Кебір Джамі, узяли участь голова меджлісу Мустафа Джемілєв, депутати Верховної ради Криму Рефат Чубаров та Леонід Пілунський, представники органів влади Криму, та інші суспільні й політичні діячі.

## Твори
Загалом в Криму встановлено понад тридцять його пам'ятних знаків.

Пам'ятні знаки жертвам депортації

- у м. Судак (1994).
- у с. Міжводне (2007).

Пам'ятник Сеїт оглу Сейдамету
Пам'ятник Сеїт оглу Сейдамету в с. Дачне
Погруддя Петра Григоренка
Аметов є співавтором пам'ятника дисиденту Петрові Григоренку, радянському генералові, який встановлено 17 травня 1999 на Совєтській площі у м. Сімферополь.
Пам'ятники жертвам Другої Світової війни

- у с. Сонячна Долина, відкрито 4 травня 2010.
- у с. Щебетовка.

Стели з назвами сіл
Стели на в'їздах у села зі старими назвами:
- с. Міжріччя (крим. Ay Serez),
- с. Дачне (крим. Taraq Taş),
- с. Багатівка (крим. Tokluq),
- с. Громівка (крим. Şelen),
- с. Журавки (крим. Bayraç),
- с. Привітне (крим. Üsküt),
- с. Лісникове (крим. Stilâ).

Пам'ятні знаки на місцях зруйнованих святих місць
У 2004—2006 роках спільно з асоціацією «Мааріфчи» («Просвітянин») встановив пам'ятні знаки (дюрбе-таш) на місцях зруйнованих мусульманських святих місць — азизів: Бай-Кият, Тувака, Киргиз-Казак, Кирк-Азіз (у селі Кирк-Чолпан), а також встановив дюрбе-таш у дар жителям сіл Щебетовка (крим. Отуз) та Ізобільне (крим. Корьбекуль).

Кам'яний хрест
Кам'яний хрест на будівлі собору Володимира і Ольги ПЦУ в Сімферополі.
Пам'ятник штабс-капітану І. Даїрському
Пам'ятник штабс капітану Ільясу Девлету Даїрському, який героїчно загинув у роки Російсько-японської війни 1904—1905 рр. Встановлено на о. Сахалін 2005 року.
Фонтан
Фонтан у джерела Дарлик-Кешме в с. Міжріччя (2009).

## Галерея

Пам’ятний знак жертвам депортації у Міжводному
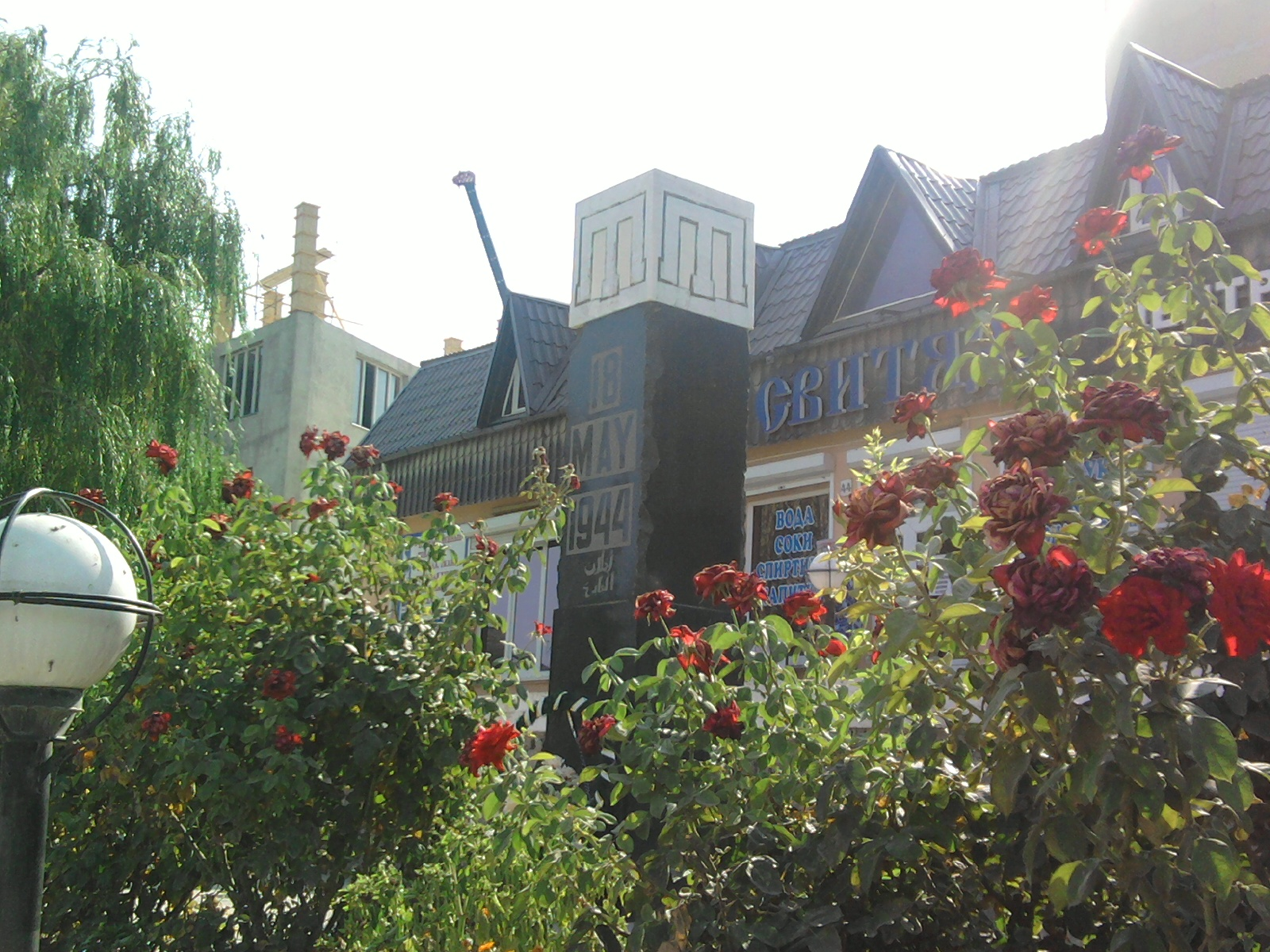
Монумент в Судаку
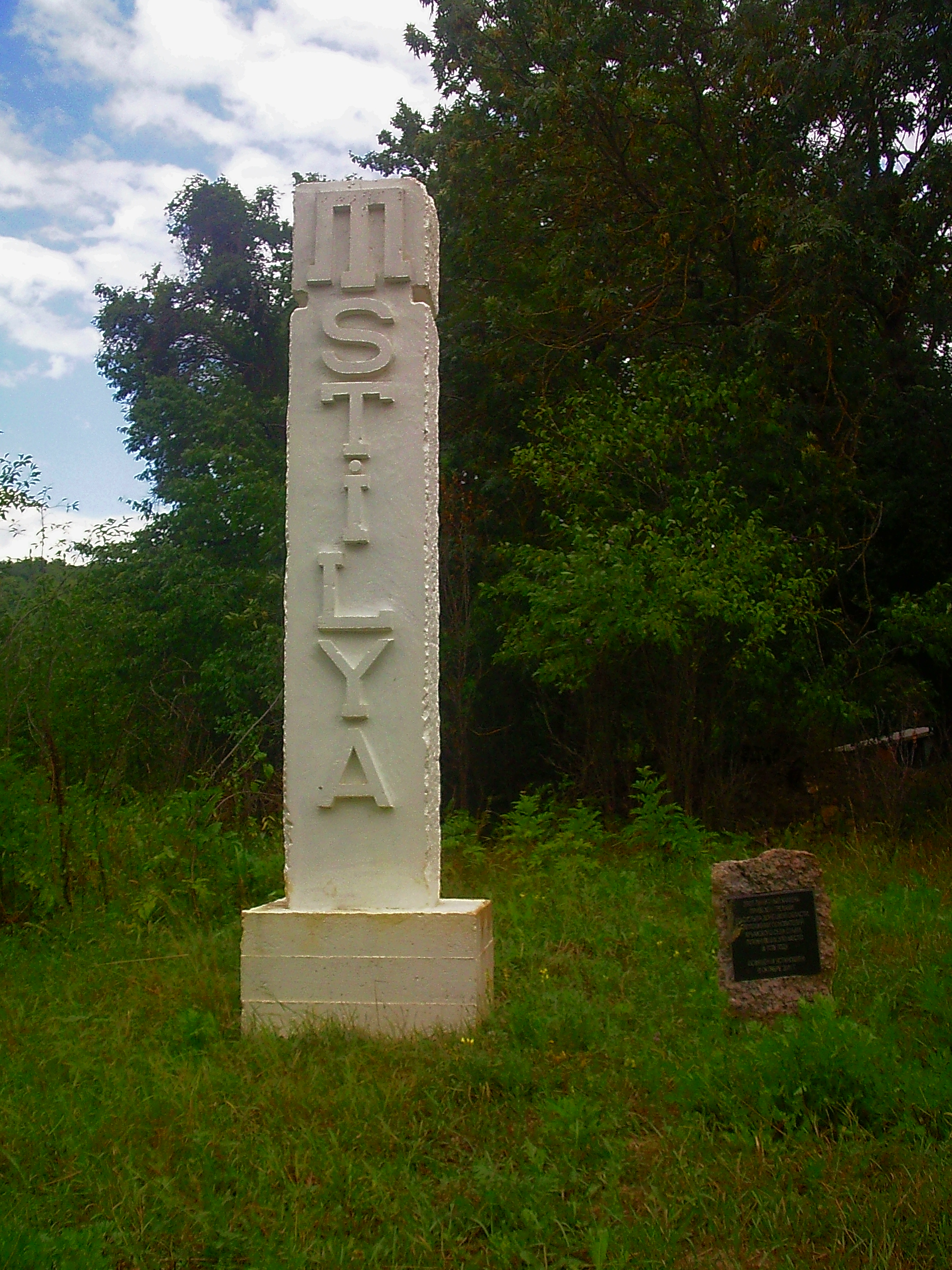
Стела у с. Лісникове